# Phares de Fish Quay New
Les phares de Fish Quay New, (connus en anglais sous les noms de Fish Quay New Low Light et Fish Quay New High Light), sont deux anciens phares de port situés à North Shields Fish Quay, au nord de l'entrée de la rivière Tyne à North Shields dans le comté du Tyne and Wear en Angleterre. Ils ont été érigés pour remplacer les phares de Fish Quay Old de 1727.
Ces phare ont été gérés par le Trinity House Lighthouse Service à Londres, l'organisation de l'aide maritime des côtes de l'Angleterre.
Ils sont maintenant protégés en tant que monument classé du Royaume-Uni de Grade II.

## Histoire
Les travaux des deux nouveaux phares ont commencé en 1807. Ils ont été conçus pour Trinity House de Newcastle-upon-Tyne, par l'architecte local John Stokoe (1756-1836).
Les deux tours sont en pierre de taille blanche. New Low Light a six étages pour une hauteur de 26 m et New High Light a quatre étages pour 17 m. Dans chaque cas, la face est de la tour qui est face à la mer, est sans fenêtre. La lanterne se trouve au sommet du toit en pointe. Les lumières ont été mises en service en 1810. Chaque tour est attachée à une maison pour les gardiens. celle sur la basse lumière est datée de 1816, tandis que celle sur la haute lumière a une plaque de Trinity House datée de 1860.

### Désactivation
À la fin des années 1990, le phare de phare de Herd Groyne, sur la rive opposée de la Tyne, a eu un feu de secteur installé pour la navigation dans Tynemouth et le long de la rivière. Les deux phares ont été désactivés et les bâtiments vendus pour en faire des logements. Les tours, cependant, continuent à servir d'Amer pour les navires entrant de jour dans le Tyne et les deux sont des bâtiments classés de Grade II.
Chaque nouveau phare se trouvait à proximité de son prédécesseur. Les lumières basses (Low Light) sont sur le quai aux poissons (Fish Quay) et les hautes lumières (High Light) dans la rue de Tyne, au-dessus du quai.
Identifiant : (Low) ARLHS : ENG-300- ex Amirauté : A2703 .
Identifiant : (High) ARLHS : ENG-301- ex Amirauté : A2703.1 .

### Lien connexe
- Liste des phares en Angleterre